# William Platt
William Platt (Brooklands (Cheshire), 14 juni 1885 – Londen, 28 september 1975) was een officier in de British Army, het Australische leger en het Nieuw-Zeelandse leger tijdens de Eerste Wereldoorlog en de Tweede Wereldoorlog.

## Voor de Tweede Wereldoorlog
Platt studeerde aan de Marlborough College en Royal Military College, Sandhurst. In 1908 werd Platt toegevoegd aan de Northumberland Fusiliers. Van 1908 tot 1914 diende hij in de Noordwestelijke Grensprovincie in Brits-Indië waar hij vanwege zijn verdiensten met de Orde van Voorname Dienst werd onderscheiden. 
Tijdens de Eerste Wereldoorlog vocht Platt in België en Frankrijk. Tussen 1915 en 1916 werd hij bevorderd tot brigademajoor van de 103e Infanteriebrigade. Tussen 1916 en 1917 werd Platt benoemd tot General Staff officer, Grade 2 van de 21e Divisie. In 1917 werd Platt benoemd tot General Staff officer, Grade 2 van de Australian en New Zealand Army Corps in Frankrijk. Dit Korps werd later hernoemd naar het Britse 22e Legerkorps.
Tussen 1918 en 1920 was Platt een General Staff officer, Grade 1 van de 37e Divisie. Van 1920 tot 1922 was hij brigademajoor van de 12e Infanteriebrigade, 1st Eastern Command en Galway Brigade, Irish Command. Platt werd in 1924 bevorderd tot majoor en in 1930 tot luitenant-kolonel. Van 1930 tot 1933 was hij commanding officer van het 2e Bataljon van het Wiltshire Regiment. In 1933 werd Platt bevorderd tot kolonel. Hij was van 1933 tot 1934 General Staff officer, Grade 1 van de 3e Divisie, Bulford. Van 1934 tot 1938 was Platt brigadier die het bevel voerde over de 7e Infanteriebrigade en was 1937 tot 1938 de adjudant bij de koning. Platt werd daarop gepromoveerd tot generaal-majoor.

## Tweede Wereldoorlog
Tussen 1938 en 1941 was Platt commandant van de Sudan Defence Force. In deze rol droeg hij de Arabische titel al-qa'id al-'amm (de “Leider van het Leger”) simpelweg “the Kaid”. Hij voerde het bevel tijdens de invasie van Italiaans-Oost-Afrika vanuit Soedan tijdens de Oost-Afrika Campagne. Zijn voornaamste eenheden waren de Indische 4e Infanteriedivisie en de Indische 5e Infanteriedivisie. Na de verovering op 18 januari 1941 van het verlaten Kassala-spoorlijnkruispunt in Soedan rukte Platt op in Eritrea en veroverde op 28 januari Agordat. Daarna kwam hij hevig Italiaans verzet tegen bij Keren. Van 3 maart tot 1 april 1941 speelde het leiderschap van Platt een grote rol tijdens de Slag om Keren. De Eritrese hoofdstad Asmara werd op 1 april door de Indische 5e Infanteriedivisie ingenomen terwijl bij Keren nog steeds werd gestreden door de Indische 4e Infanteriedivisie. Na de Slag om Keren verloor Platt de Indische 4e Infanteriedivisie die naar Egypte vertrok. Op 8 april 1941 gaf de havenstad Massawa zich over. De troepen die nog onder Platt bevonden marcheerden richting Amba Alagi.

Campagne in Eritrea

Platt, die oprukte vanuit Soedan, ontmoette bij Amba Alagi luitenant-generaal Alan Cunningham die vanuit Kenia oprukte. Een grote Italiaanse troepenmacht onder Amadeus van Aosta groef zich in bij Amba Alagi dat ze als onneembare positie beschouwde. De Britse aanval begon op 3 mei 1941. Op 18 mei 1941 gaf Amedeo, de hertog van Aosta, zich met zijn troepenmacht over en de strijd in Oost-Afrika was over.
In 1941 werd Platt bevorderd tot luitenant-generaal. Van 1941 tot 1945 was Platt General Officer en opperbevelhebber van de East Africa Command. Platt leverde zeventien nieuwe bataljons uit de King's African Rifles. Van 1942 tot 1954 was Platt ere-kolonel van het Wiltshire Regiment. In 1943 werd hij bevorderd tot generaal. In april 1945 ging Platt met betaald pensioen.

## Militaire loopbaan
- Second Lieutenant: 16 augustus 1905[1]
- Lieutenant: 19 juni 1909[1]
- Tijdelijk Captain: 21 september 1914 - 31 oktober 1914[1]
- Captain: 1 november 1914[1]
- Tijdelijk Major: 22 november 1916 - 31 december 1916[1]
- Titulair Major: 1 januari 1917[1]
- Major: 29 januari 1924[1]
- Tijdelijk Lieutenant-Colonel: 10 juli 1918 - 15 januari 1920[1]
- Titulair Lieutenant-Colonel: 30 januari 1924[1]
- Lieutenant-Colonel: 31 augustus 1930[1]
- Colonel: 22 januari 1933[1]
  - Anciënniteit: 30 januari 1927[1]
- Tijdelijk Brigadier: 18 oktober 1934 - 17 oktober 1938[1]
- Major-General: 11 november 1938[1]
  - Anciënniteit: 26 december 1937[1]
- Waarnemend Lieutenant-General: 7 januari 1941[1]
- Lieutenant-General: 31 mei 1941[1]
- General: 4 januari 1943 (uitdiensttreding 17 april 1945[1]
- Reserveofficier tot en met 14 juni 1947)[1]

## Decoraties
- Ridder Grootkruis in de Orde van het Britse Rijk op 1 januari 1943[1]
- Ridder Commandeur in de Orde van het Bad op 30 mei 1941[1]
- Lid in de Orde van het Bad op 8 juni 1939[1]
- Orde van Voorname Dienst in 1908[1]
- Orde van de Nijl
  - Der Eerste Klasse in 1941[2]
- Grootkruis in de Ster van Ethiopië in 1944
- Commandeur in het Legioen van Eer (Frankrijk) in 1945[1]
- 1914-15 Ster[1]
- Britse Oorlogsmedaille[1]
- Overwinningsmedaille[1]
- India General Service Medal (1909)[1]
  - Gesp North West Frontier 1908[1]
- Hij werd meerdere malen genoemd in de Dagorders. Dat gebeurde op:
  - 14 augustus 1908[1]
  - 14 januari 1917[1]
  - 20 mei 1918[1]
  - 20 december 1918[1]
  - 5 juli 1919[1]
  - 1 april 1941[1]